# グレース (建設会社)
株式会社グレース（英文社名 Grace Corporation）は、建設会社などを子会社に持つ純粋持株会社。本社は東京都渋谷区。
2008年2月12日に東京地方裁判所に破産手続き開始の申し立てを行った。負債総額は約35億円。2008年初の倒産による上場廃止となった。

## 事業内容
株式会社グレース本体では持株会社、グループ企業の経営管理を行っている。
グループ会社の事業内容は以下の通り。
- 日東工営株式会社 - 鉄骨・プレハブ建築の設計施工

三井農林の直系会社として1961年設立。2006年にグレースの子会社となり、2008年2月12日に民事再生法の適用を東京地裁に申請。グレース以外に三井物産、三井住友建設、りそな銀行がそれぞれ株式の5%を所有している。
- 藤栄建設株式会社 - 一般建築の設計施工、不動産
  - 株式会社グレースデザイン - 分譲マンションのモデルルームの設計施工
- 株式会社グレーストレーディング - 建設資材の販売、リフォームなど
  - 株式会社福岡グレースデザイン - 分譲マンションのモデルルームの設計施工
  - 株式会社アレックス - 分譲マンションのモデルルームの設計施工
- 株式会社グレースインベストメント - グループ取引先への事業資金の貸し付けなど
- 株式会社グレースアーキテクト - 企画設計、設計監理
- 株式会社日東リースサービス - プレハブ建築用資材の加工販売など

## 沿革
- 1997年（平成9年）6月 - 大阪市中央区谷町に設立。
- 1998年（平成10年）3月 - 大阪市中央区天満橋京町に本社を移転。
- 1999年（平成11年）2月 - 大阪市中央区船越町に本社を移転。
- 2000年（平成12年）
  - 4月 - 大阪市中央区安土町に本社を移転。
  - 9月 - 大阪証券取引所新市場部に上場。
- 2003年（平成15年）
  - 4月 - 大証ヘラクレスに指定替え。
  - 5月8日 - 単元株制度に移行（1単元：1000株）。1株を2000株に分割（実質的には1株を2株に分割）。
- 2004年（平成16年）
  - 3月26日 - 大証2部に指定替え。
  - 4月26日 - 1株を3株に分割。
  - 8月 - 持株会社制へ移行。
- 2005年（平成17年）11月 - 現在地に本社を移転。
- 2008年（平成20年）
  - 2月12日 - 東京地方裁判所から破産手続開始決定を受ける[1]。
  - 2月27日 - 上場廃止。